# Bartolomeo Vivarini

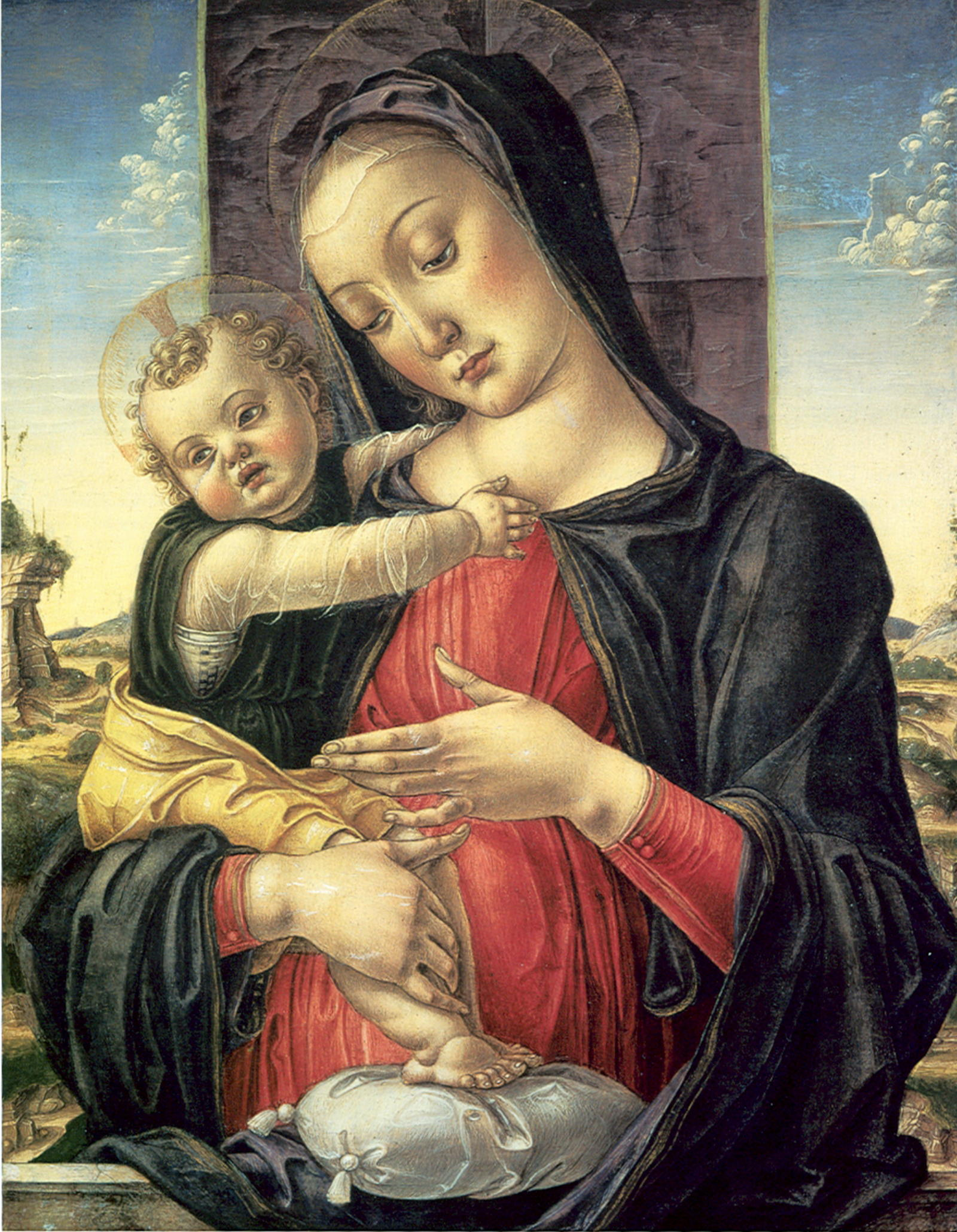
Madonna col Bambino, National Gallery di Washington

Bartolomeo Vivarini (Venezia, 1430 circa – dopo il 1491) è stato un pittore italiano.

## Biografia
Iniziò a lavorare insieme al fratello maggiore Antonio Vivarini attorno agli anni cinquanta del Quattrocento. È dibattuto se abbia seguito il fratello e il cognato Giovanni d'Alemagna a Padova durante i lavori nella Cappella Ovetari, dove avrebbe conosciuto Andrea Mantegna, dalla cui arte fu profondamente influenzato.
Al 1450 risale il maestoso polittico, in dodici scomparti, commissionato da papa Niccolò V per l’altare della chiesa della Certosa di Bologna, datato e firmato da entrambi i fratelli nell'iscrizione sulla cornice sotto il gradino del trono della Vergine. I critici ritengono di mano di Antonio le figure ancora legate alla tradizione del gotico internazionale, mentre a Bartolomeo l'introduzione delle novità formali e spaziali del Rinascimento. 
La prima opera nota che Bartolomeo firma da solo è il San Giovanni da Capestrano, che reca: OPUS BARTHOLOMEI. VIVARINI. DE MVRANO. 1459., dipinta per Gagliano Aterno, oggi al Louvre. Essa ritrae un santo francescano; alla committenza dell'ordine dei Francescani Osservanti infatti sarà dovuta la maggioranza delle opere della bottega muranese dei Vivarini. Le commissioni francescane non arrivarono solo dalla laguna, come i due trittici per Santa Maria Gloriosa dei Frari, ma da tutto l'Adriatico, come ad esempio il Polittico di san Bernardino per il convento di Sant'Eufemia sull'isola di Arbe, o il Polittico di Morano Calabro. La sua presenza è attestata anche a Capua con il dipinto dell'Ecce Homo, parte di polittico poi smembrato, conservato presso il Museo campano.
La Sacra conversazione, dipinta per il convento degli Osservanti di Bari nel 1465, custodita nella Galleria di Capodimonte, è ritenuta la prima pala d'altare a campo unificato del Rinascimento veneziano, senza più la suddivisione in scomparti tipica dei polittici. In un paesaggio aperto è rappresentata la sacra conversazione della Pala della certosa di Padova, oggi a Lussingrande, mentre in un hortus conclusus sono racchiusi i personaggi della Sacra Conversazione della Basilica di San Nicola a Bari. Nel 1474 firma da solo il Trittico di San Marco della Cappella Corner in Santa Maria Gloriosa dei Frari, il gusto mantegnesco è evidente nella resa dei dettagli del trono rinascimentale e dei festoni di frutta.
Nel corso di oltre quarant'anni di carriera pittorica, attiva soprattutto a Venezia e nei suoi domini, rimase sempre legato allo stile di Andrea Mantegna e degli squarcioneschi, caratterizzato da figure nette e scolpite, dettagli anatomici minuziosamente descritti a contorni netti, anatomie statuarie e colori intensi e traslucidi, ovvero l'opposto della contemporanea ricerca atmosferica e tonale di Giovanni Bellini. Uno degli esempi più alti del suo stile estremo si può vedere nel Polittico di Torre Boldone, detto anche trittico di S. Martino datato 1491 e conservato a Bergamo in Accademia Carrara.

## Opere
Con Antonio Vivarini:
- Polittico della Certosa, 1450, Pinacoteca nazionale di Bologna;
- Trittico Cagnola, 1452 circa Museo di Villa Cagnola, Gazzada Schianno;
- Polittico di San Bernardino, 1458, convento di Sant'Eufemia, Arbe;
- Polittico Incoronazione della Vergine e Santi. 1464, Osimo, Museo Civico[7][8].

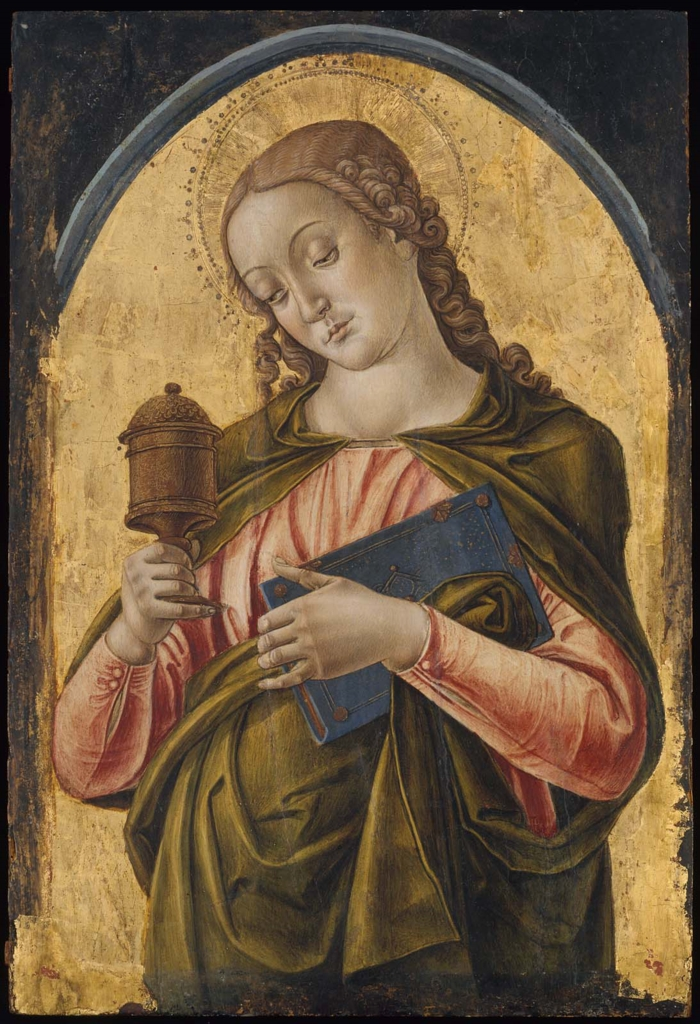
La Santa Maria Maddalena nel Museum of Fine Arts di Boston.

Contemporaneamente realizzò autonomamente: 

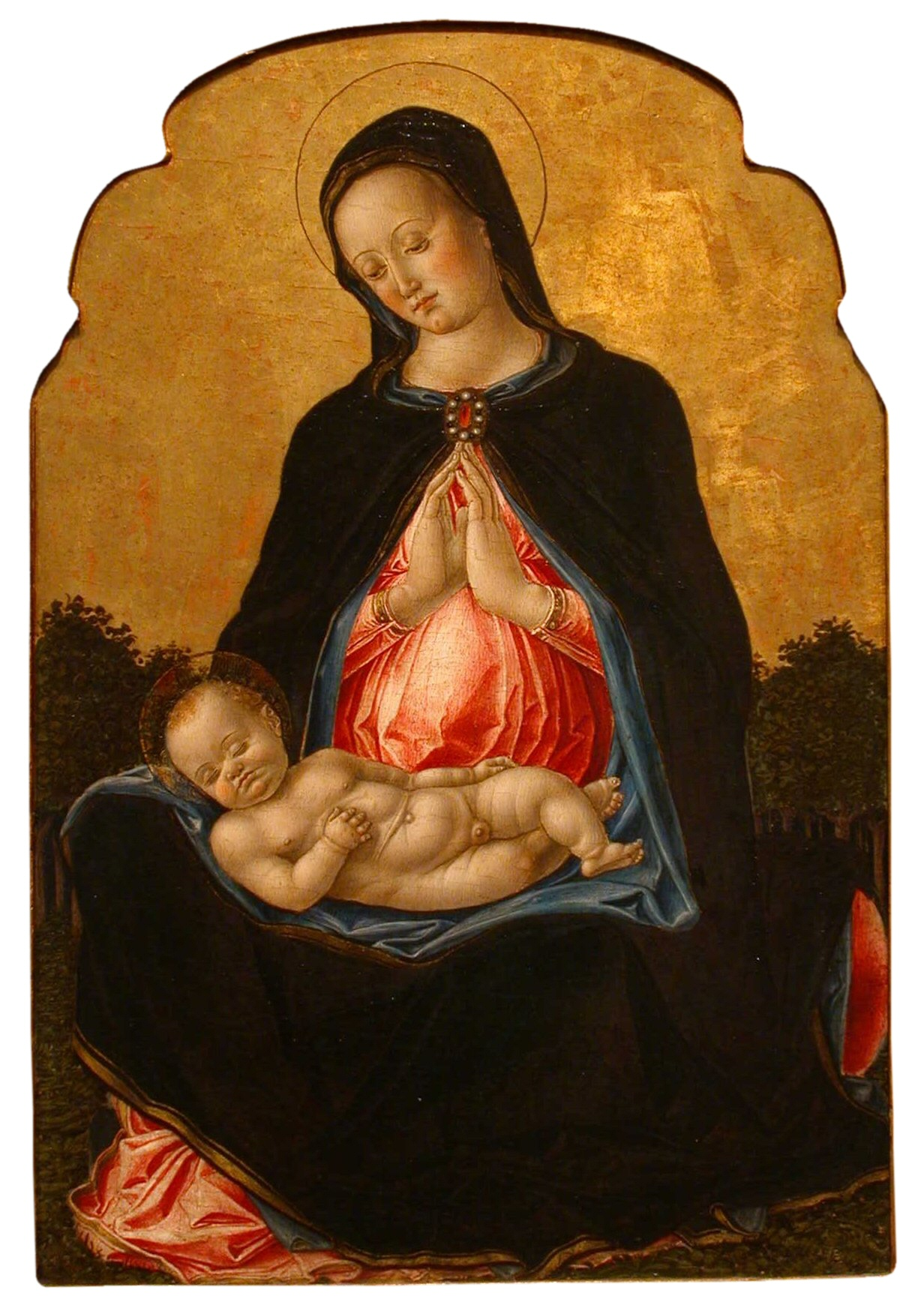
La Madonna col Bambino all'Honolulu Academy of Arts

- San Giovanni da Capestrano, 1459, Louvre, Parigi;
- Incoronazione della Vergine, 1460 circa, New Orleans Museum of Art;
- Madonna col Bambino, Staatliche Museen, Berlino;
- Madonna col Bambino e i santi Paolo e Gerolamo, 1460, National Gallery, Londra;
- Polittico di Sant'Andrea della Certosa, 1464, Gallerie dell'Accademia, Venezia;
- Pala di Capodimonte (Madonna e quattro santi), 1465, Museo di Capodimonte, Napoli;
- San Ludovico da Tolosa, 1465, Uffizi, Firenze;
- Madonna col Bambino e donatrice, Annunciazione, Natività di Gesù, Pietà, 1465, Metropolitan Museum of Art, New York;
- Santi Francesco d'Assisi e Giacomo Maggiore, Philadelphia Museum of Art;
- Annunciazione, 1472, chiesa di Maria Santissima Annunziata, Modugno, già alla Pinacoteca metropolitana di Bari
- Trittico di San Marco, 1474, chiesa dei Frari, cappella Corner, Venezia
- Madonna col Bambino in trono e santi, 1475, chiesa di Sant'Antonio Abate, Lussingrande[9]
- Madonna col Bambino, 1475, National Gallery of Art, Washington;
- Madonna col Bambino, 1475, Honolulu Museum of Art;
- Madonna col Bambino in trono e i santi Giacomo, Ludovico, Nicola di Bari e Marco, 1476, Basilica di San Nicola, Bari;
- Santa Maria Maddalena, 1480?, Museum of Fine Arts di Boston.

Agli anni Settanta del secolo risale l'apice della maturità artistica di Bartolomeo che realizza grandi polittici per le chiese di Venezia:
- Trittico di sant'Agostino tra i santi Domenico e Lorenzo, 1473, chiesa dei Santi Giovanni e Paolo, prima opera dipinta ad olio a Venezia;

- Trittico della Misericordia, 1474, chiesa di Santa Maria Formosa;
- Polittico dei Tagliapietre o Polittico de San Ambrogio, 1477, Gallerie dell'Accademia, Venezia;
- Trittico con sant'Andrea tra i santi Martino e Girolamo, 1478, chiesa di San Giovanni in Bragora.

Un maggior apporto della bottega caratterizza le opere successive:
- Pala della Certosa di Padova, 1475, Lussingrande, chiesa di Sant'Antonio;

- Polittico Sanseverino, 1477, collegiata di Santa Maria Maddalena a Morano Calabro;
- Trittico di San Francesco d'Assisi, 1480?, Pinacoteca metropolitana di Bari;
- San Francesco d'Assisi, 1480?, Pinacoteca metropolitana di Bari;
- Madonna col Bambino (Madonna Johnson), 1480, Philadelphia Museum of Art;
- San Cosma e San Damiano, 1480, Rijksmuseum, Amsterdam;
- San Rocco, 1480, chiesa di Sant'Eufemia, Venezia;
- Polittico della cappella Bernardo, 1482, chiesa dei Frari, cappella Bernardo, Venezia;
- San Giorgio, 1485, negli Staatliche Museen, Berlino;
- Madonna in trono, 1485, chiesa di San Bartolomeo in Tremorzia, Almenno San Bartolomeo;
- Polittico dell'Ascensione, 1485, Museum of Fine Arts di Boston;
- Polittico Melzi, 1486, Pinacoteca Ambrosiana, Milano;
- Madonna col Bambino e santi, 1487, Cappella Bernardo in Santa Maria Gloriosa dei Frari;
- Polittico della Madonna col Bambino e santi, chiesa madre Santa Maria Assunta, Polignano a Mare;
- Polittico di san Martino per la chiesa dei Morti e conservato dall'Accademia Carrara, Bergamo;
- Polittico della Trinità, 1488, Accademia Carrara, Bergamo
- Polittico di san Giacomo, 1490, Getty Museum, Los Angeles.